# Анжи (футбольний клуб)
«Анжи» (рос. «Анжи») — російський футбольний клуб з міста Махачкала. Заснований в 1991 році. Бронзовий призер чемпіонату Росії 2012/13, фіналіст Кубка Росії 2000/01 та 2012/2013. Домашні матчі чемпіонату Росії «Анжи» проводить у Каспійську на стадіоні «Анжи-Арена», єврокубкові матчі — в підмосковному Раменському на стадіоні «Сатурн».
Клуб відроджений 1 вересня 2024 року.

## Історія клубу

### Створення та становлення клубу
Футбольний клуб «Анжи» був утворений в 1991 році директором об'єднання «Дагнафтапродукт» Магомедсултаном Магомедовим та директором футбольної школи Махачкали Олександром Маркаровим. Створена ними команда, яка отримала назву «Анжи», розпочала свою історію з участі в чемпіонаті Дагестану. Слово «Анжи» (кумицькою мовою анжи означає «перлина») — це древня кумицька назва місцевості, де зараз розташоване місто Махачкала.
Дебютант здобув 16 перемог у 20 матчах першості та, жодного разу не програвши, став чемпіоном дагестанської республіки 1991 року.

Емблема клубу Анжі з 1991 по 1999 рік.

Ця перемога стала приводом для подальшого розвитку клубу. У наступному сезоні, після розпаду чемпіонату СРСР, команда «Анжи» стартувала у чемпіонаті Росії (2-га ліга, зона «Південь»), де, керована Махачем Керімовим, закінчила сезон на почесному п'ятому місці. У тому році за команду як гравець свій останній сезон у футболі провів Олександр Маркаров, який повернувся на поле після дев'ятирічної перерви. В тринадцяти матчах, зіграних за «Анжи», найкращий бомбардир другої ліги чемпіонату СРСР усіх часів забив 11 м'ячів. Нерідко партнером Олександра Ашотовича по атаці у «Анжи» опинявся його син Михайло, який тоді робив свої перші кроки в професійному футболі.
У сезоні 1993/1994 керівництво клубу запросило на посаду головного тренера Володимира Петрова, поставивши перед командою завдання виходу до першого дивізіону. З цим амбітним завданням «Анжи» впорався, з великим відривом від переслідувачів фінішувавши на першому місці у своїй зоні другої ліги. Однак у зв'язку з реорганізацією всієї російської футбольної першості махачкалинська команда залишилася у другій лізі.
У 1994 році клуб познайомився з новим наставником. На цю роль до Махачкали покликали Ахмеда Алескерова, який вирішив зробити в місті нову команду. Надії, однак, не збулися, і по ходу сезону азербайджанський тренер покинув Дагестан. А «Анжи» закінчив рік з іншим тренером — В'ячеславом Легким — на десятому місці.
Перед початком сезону 1995 року у команди з'явився новий наставник. Ним став Рафаель Сафаров, знаменитий тим, що виховав таких відомих гравців, як чемпіони Росії Михайло Купріянов та Нарвік Сирхан, а також капітана «Маккабі» (Петах-Тіква) Мурада Магомедова. Втім, незабаром Сафаров був звільнений з посади наставника. Його місце зайняв Олександр Маркаров.
Саме в 1995 році махачкалинський клуб вперше голосно заявив про себе на російському футбольному просторі, зробивши сенсацію в розіграші Кубка країни. Дійшовши до стадії 1/16 фіналу, «Анжи» отримав у суперники майбутнього чемпіона Росії — «Спартак-Аланію» з Владикавказа. Матч відбувався в гостях у «Анжи» на стадіоні «Труд». Спочатку в тому поєдинку все складалося на користь «Спартака-Аланії». Анатолій Канищев забив м'яч у ворота голкіпера «Анжи» Андрія Мананнікова в середині другого тайму, проте на 88-й хвилині форвард «Анжи» Алієр Ашурмамадов зрівняв рахунок, а вже у додатковий час Михайло Маркаров забив ще один м'яч у ворота осетинської команди та приніс господарям історичну перемогу. У наступній стадії турніру «Анжи» в гостях розгромив ще один клуб вищого ешелону сочинську «Перлину» з рахунком 3:0. І лише у чвертьфіналі махачкалинців зупинив інший представник елітного дивізіону — московське «Динамо», яке на своєму полі переграло дагестанську команду з рахунком 2:1 і тим самим вибило її з турніру.
У 1996 році керівництво «Анжи» запросило на посаду головного тренера легендарного Едуарда Малофєєва, і в перший же сезон під його керівництвом команді вдалося вирішити завдання виходу в першу лігу, чого так чекали дагестанські вболівальники. Колектив, який завоював підвищення в класі, на 80 відсотків складався з місцевих вихованців. Одним з найяскравіших представників того покоління дагестанських футболістів був Ібрагім Гасанбеков, який досі залишається одним з найкращих бомбардирів в історії «Анжи».

### 1996—1999 роки. Перший дивізіон
Сезони 1996 та 1997 років пішли у команди на закріплення в дивізіоні, і махачкалинці завершували їх в середині таблиці, зайнявши 13 і 12 місця відповідно.
У 1999 році президентом клубу обрали Хізрі Шихсаїдова, голову уряду республіки Дагестан. У клуб був запрошений відомий дагестанський тренер Гаджі Муслімович Гаджієв, перед яким було поставлено завдання виходу у вищий дивізіон. Гаджієв повністю оновив склад команди, покликавши в неї маловідомих і вже списаних гравців. І відразу ж, в сезоні 1999 року, посівши перше місце в першому російському дивізіоні, «Анжи» завоювала право на підвищення в класі. Але цей успіх був з присмаком гіркоти, через трагедію, яка трапилася в середині сезону. 3 липня 1999 року в автомобільній аварії в Махачкалі, загинув один з найкращих бомбардирів в історії клубу Ібрагім Гасанбеков. Ту перемогу в сезоні гравці присвятили йому, а клуб у свою чергу навічно закріпив за гравцем його 11-й номер.

### 2000—2002 роки

#### Участь у прем'єр-лізі сезоні 2000 року та втрачена бронза

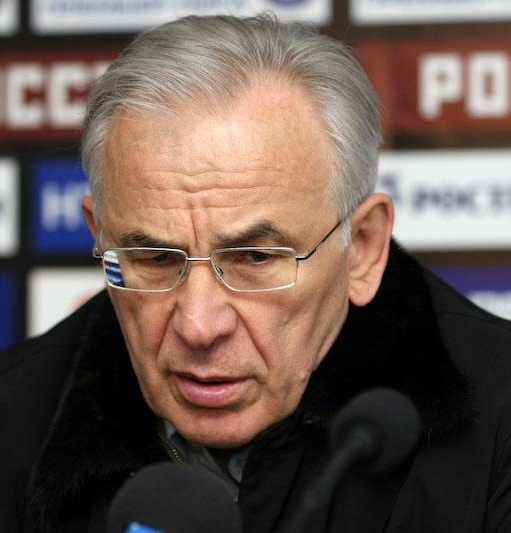
Гаджі Муслімович Гаджієв

Перед дебютним сезоном у вищій лізі Гаджієв здивував напрочуд багатьох футбольних фахівців, не ставши серйозно оновлювати склад, взявши в команду лише одного нового футболіста — македонського легіонера Небойшу Стойковича, який з перших же турів закріпився в основному складі махачкалинського клубу.
Мінімальна активність на трансферному ринку в міжсезоння не завадила «Анжи» блискуче провести дебютний сезон у прем'єр-лізі. Команда, за словами футбольних фахівців, «стала справжньою грозою авторитетів», і в рідних стінах у 2000-му році програла лише один раз — московському «Спартаку» з рахунком 2:0.
Перед завершальним туром «Анжи» йшов на третьому місці та команда повинна була зустрічатися в останньому матчі з прямим конкурентом у боротьбі за бронзові медалі чемпіонату, московським «Торпедо», де махачкалинців влаштовувала і нічия. До останніх секунд рахунок був 1:1, але тут своє слово сказав головний арбітр матчу Юрій Ключников, який на останній доданій хвилині призначив сумнівне пенальті у ворота «Анжи». З нього «автозаводці» забили гол, який приніс їм перемогу в цьому матчі, і команда Гаджієва змушена була надовго забути про медалі чемпіонату. Проте клуб зайняв 4-е місце, яке гарантувало «Анжи» участь у Кубку УЄФА.

#### Сезон чемпіонату Росії 2001 року, участь в Кубку УЄФА та фінал кубку Росії
Сезон 2001 року склався для клубу дуже важко. У чемпіонаті справи складалися невдало, по ходу сезону команду залишив Гаджі Гаджієв, якого тимчасово заміняв Олександр Маркаров, а завершував сезон український фахівець Леонід Ткаченко.
У ході сезону сталася трагедія в матчі за участю «Анжи». 18 серпня махачкалинці грали з московським ЦСКА, і в другому таймі, на 75-й хвилині сталося фатальне зіткнення головами нападника «Анжи» Будуна Будунова та воротаря ЦСКА Сергія Перхуна. Гравець дагестанської команди отримав струс мозку і вибув до кінця сезону, а воротар москвичів з важкою травмою голови був доставлений в республіканську лікарню, надалі перевезений до Москви, де 28 серпня, не приходячи до тями помер. Всі ці потрясіння позначилися на впевненості гравців та безпосередньо на їхній грі, і в підсумку команда посіла лише 13-е місце в чемпіонаті Росії.

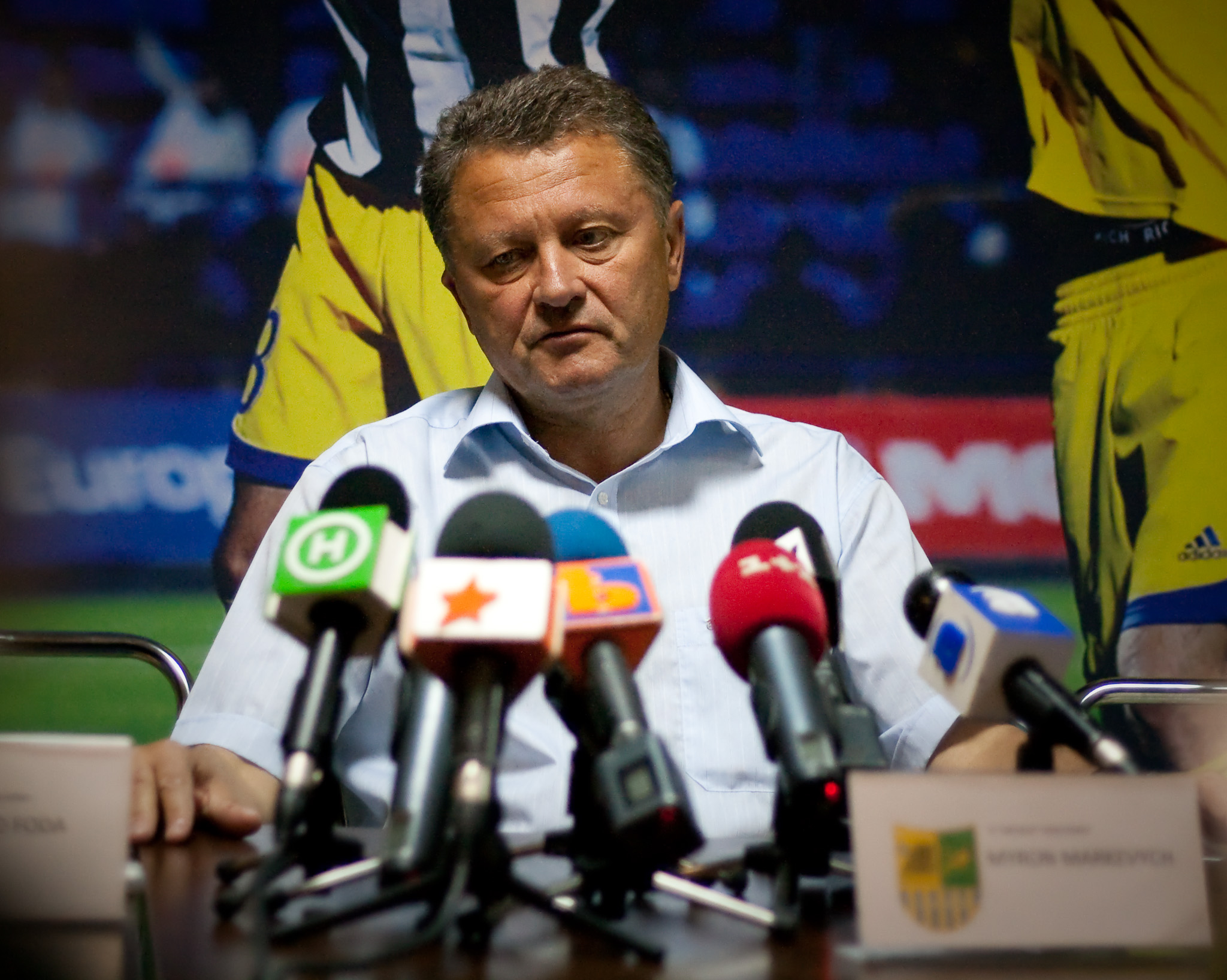
Мирон Маркевич

Фініш на 4-му місці в чемпіонаті 2000 року дав «Анжи» право на участь у Кубку УЄФА в сезоні 2001 року. Суперником махачкалинців на першій стадії став «Глазго Рейнджерс». Керівництво шотландського клубу, спираючись на нестабільну ситуацію в Дагестані, відмовилося грати в Махачкалі. УЄФА погодився з доказами шотландців і ухвалив рішення про те, що команди проведуть один матч замість двох і відбудеться він у польській столиці ― Варшаві. У цьому одноматчевому протистоянні «Анжи» зазнав поразки з мінімальним рахунком — 0:1.
У травні відбувся фінал Кубка Росії, у якому «Анжи» зустрічався з московським «Локомотивом». На 90-й хвилині капітан махачкалинців Нарвік Сирхаєв вивів команду вперед. На 94 хвилині нападник «Локомотива» Заза Джанашія зрівняв рахунок. У додатковий час команди голів не забили, а в серії пенальті сильнішими виявилися москвичі — 4:3.

#### Виліт з Російської футбольної прем'єр ліги
У сезоні 2002 року команда посіла 15-е (передостаннє) місце і вилетіла у перший дивізіон, по ходу сезону в ній встигли попрацювати три головних тренери ― Леонід Ткаченко, Мирон Маркевич та Гаджі Гаджієв.

### 2003—2009. Перший дивізіон

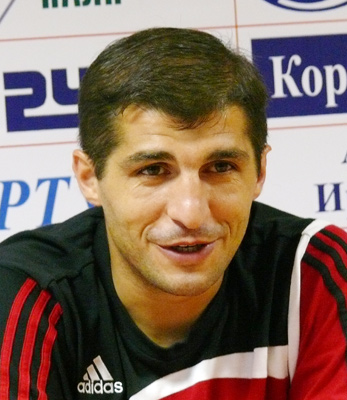
Омарі Тетрадзе, тренер, який вивів «Анжи» в РФПЛ в 2009 році

Наступні 7 років «Анжи» провели у першому дивізіоні. Майже в кожному сезоні перед клубом ставилося завдання підвищення в класі, але максимум чого досягала команда, це 6-е місце.
У Кубку Росії «Анжи» також виступали не зовсім вдало, вибуваючи вже на перших або других стадіях після початку своєї участі в ньому. Лише в перший рік після вильоту, команда дійшла до стадії півфіналу, де програла вдома «Ростову» — 0:1.
Не сприяла успіхам клубу і тренерська чехарда, в процесі якої командою встигли покерувати 9 тренерів. Лише у 2007 році «Анжи» знайшли постійного тренера на довгі за мірками клубу три роки. Ним став молодий спеціаліст, колишній футболіст клубу Омарі Тетрадзе, який називав себе учнем Гаджі Гаджієва.
Саме під керівництвом Тетрадзе «Анжи» перемогла у розіграші першого дивізіону у 2009 році та отримала, через довгі сім років, право участі у Прем'єр-лізі.

### «Анжи» в Прем'єр-лізі. 2010— 2014
Команду до участі в чемпіонаті Росії 2010 року готував Омарі Тетрадзе, але після першого туру, в якому «Анжи» зіграли внічию 0:0 зі «Спартаком» з Нальчика, тренер несподівано для всіх залишив посаду за власним бажанням.
Опинившись у такій ситуації, клуб вирішив не ризикувати, запрошуючи неперевіреного фахівця, і не ставити тим самим себе під загрозу знову вилетіти до першого дивізіону. В результаті він запросив на посаду головного тренера Гаджі Гаджієва. Кілька матчів, поки залагоджувалися формальні питання та готувалися документи, командою керував її колишній гравець Арсен Акаєв. Лише в 6 турі, командою офіційно почав керувати Гаджі Гаджієв, знову повернувшись до рідного клубу.
Попри на повернення метра тренерського цеху, сезон склався для команди дуже важко, і однією з причин тому є не зовсім правильне укомплектування клубу в міжсезоння. У середині сезону, коли травму отримала головна надія «Анжи» на успішну гру в атаці, Ян Голенда, команда залишилася без номінальних нападників. Справа дійшла до того, що досить тривалий час в атаці довелося грати молодому захиснику Алі Гаджибекову. Все це не сприяло вдалій грі, і команда майже весь рік перебувала в небезпечній близькості від зони вильоту. Лише вдала гра в останніх турах, дозволила «Анжи» уникнути неприємної долі, і навіть допомогла піднятися на непогане для дебютанта місце за підсумками сезону — 11-е.

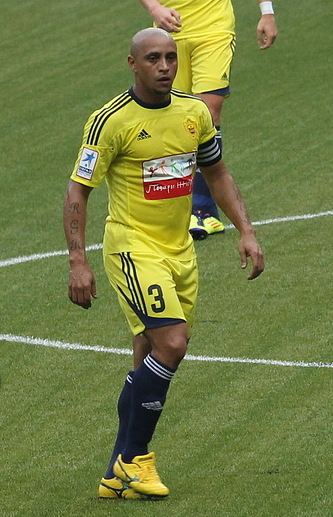
Роберто Карлос

У січні 2011 року по російськім ЗМІ пролетіла новина, що російський мільярдер дагестанського походження Сулейман Керімов купив «Анжи». Пізніше з'ясувалося, що 17 січня президент Дагестану Магомедсалам Магомедов зустрівся з Керімовим і йому було передано 100 відсотків акцій клубу, в тому числі 50 відсотків акції колишнього власника клубу Ігоря Яковлєва, безкоштовно в обмін на фінансову підтримку. Щорічно на зарплати тренерів та футболістів команди, а також придбання новачків клубу Керімов планував витрачати від 30 до 50 мільйонів доларів, також мільярдер планував вкласти в інфраструктуру махачкалинців понад 200 мільйонів доларів, з яких істотна сума мала піти на будівництво нового стадіону вмістимістю понад 50 тисяч глядачів, який мав відповідати всім вимогам УЄФА.
Під час зимового трансферного вікна 2011 року 16 лютого клуб офіційно оголосив про підписання контракту з чемпіоном світу 2002 року, 37-річним бразильцем Роберто Карлосом. 27 лютого клуб підписав контракт з найкращим опорним півзахисником за підсумками минулого сезону чемпіонату Бразилії Жусілеєм да Сілвою. 1 березня клуб викупив у «Краснодара» вихованця дагестанського футболу, колишнього капітана «Терека» Шаміля Лахіялова. Також був куплений нападник збірної Бразилії Дієго Тарделлі, а в останні хвилини трансферного вікна, 10 березня, клуб підписав марокканця Мбарка Буссуфу з бельгійського «Андерлехта».

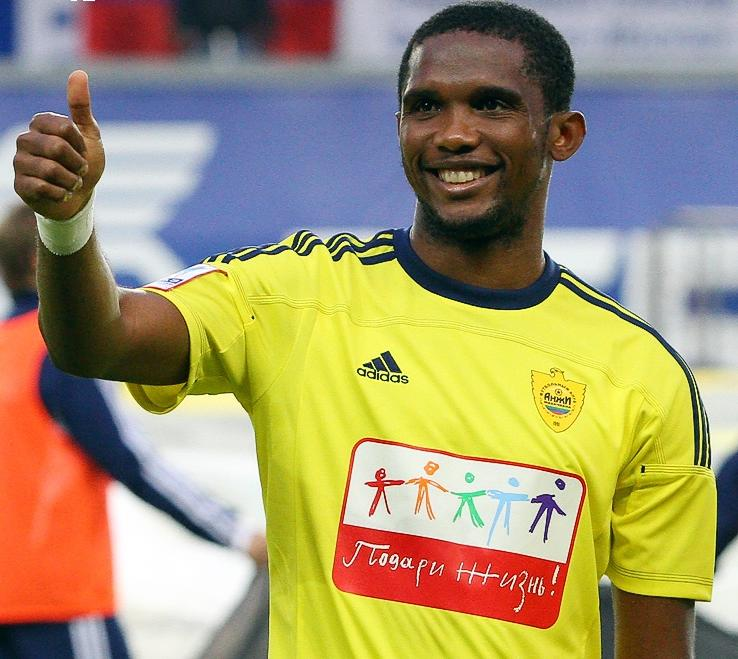
Самюель Ето'о

Перед початком літнього трансферного вікна клуб підписав контракт з півзахисником «ПСВ» — Балажом Джуджаком. Влітку 2011 року до махачкалинського клубу приєднався гравець збірної Росії — Юрій Жирков, який перейшов з лондонського «Челсі», а 23 серпня клуб повідомив про домовленості щодо переходу нападника «Інтера» Самюеля Ето'о в «Анжи». Але і на цьому покупки не закінчилися: в останній день трансферного вікна клуб оголосив про перехід воротаря збірної Росії Володимира Габулова, купленого у московського «Динамо», а через деякий час оголосив про перехід Євгена Помазана. Наприкінці останнього дня трансферного вікна на офіційному сайті «Анжи» з'явилася інформація про перехід в клуб з Махачкали Мехді Карсели-Гонсалеса. Також в останню хвилину клуб підписав захисника збірної Конго Крістофера Самба.

#### Анжі в сезоні 2012/2013
Сезон 2012/13 став першим сезоном, у якому ФК «Анжи» грав у чемпіонаті Росії за системою осінь—весна. Анжи брала участь у трьох турнірах: Чемпіонат Росії, Кубок Росії та Ліга Європи. «Анжи» першою із російських команд зіграв у офіційних матчах. Це сталося 19 липня 2012 року в матчі Ліги Європи проти угорського «Гонведа».
Оскільки в клубу не було своєї тренувальної бази, клуб уклав договір оренди з базою в Кратово, яка раніше належало раменському «Сатурну». Базуючись у підмосковному Кратово, команді доводилося їздити на домашні матчі до Махачкали.
31 серпня 2012 року офіційний сайт «Реал Мадрида» повідомив про те, що півзахисник збірної Франції Лассана Діарра підпише з махачкалинським клубом трирічний контракт. 1 вересня 2012 року Діарра поставив підпис під угодою.
3 вересня офіційний сайт пермського «Амкара» повідомив про те, що клуб досяг домовленості з «Анжи» про перехід нападника Микити Бурмістрова в махачкалинський клуб.
Першу частину сезону 2012/13 років «Анжи» закінчили на другому місці в чемпіонаті Росії, вийшовши також в 1/16 фіналу Ліги Європи УЄФА та 1/4 фіналу Кубка Росії з футболу.
З 10 січня «Анжи» почали проводити тренувальний збір в ОАЕ.
12 січня стало відомо про перехід захисника московського «Локомотива» Андрія Єщенка у ФК «Анжи». З футболістом було укладено довгостроковий контракт. За словами спортивного коментатора Костянтина Геніча Андрій Єщенко перейшов в «Анжи» безкоштовно, оскільки за умовами особистого контракту з «Локомотивом» Єщенко міг спокійно перейти в іншу команду без компенсації.
В останній день трансферного вікна в Європі з «Анжи» в англійський «Квінз Парк Рейнджерс» перейшов центральний захисник Крістофер Самба. Головною причиною, по якій Самба погодився на перехід в англійський клуб, стали сімейні обставини. На заміну Самба терміново був узятий центральний захисник іспанської «Севільї» Емір Спахич, раніше гравший у Росії. Спахич був узятий в оренду з можливістю подальшого викупу.
Другу частину сезону «Анжи» почало 14 лютого з перемоги з рахунком 3:1 над німецьким «Ганновером» в рамках 1/16 фіналу Ліги Європи. У матчі-відповіді в Ганновері підопічні Гуса Хіддінка зіграли внічию 1:1 і вийшли в наступний раунд, де зустрілися з англійським «Ньюкаслом». Перший матч у Москві закінчився нульовою нічиєю. Основна частина виїзної зустрічі також могла закінчитися нічиєю, якби не гол на третій доданій хвилині нападника англійської команди Папісса Сіссе.
Весняну стадію чемпіонату Росії «Анжи» почали вкрай невдало. «Анжи» програло на виїзді «Мордовії» (2:0), зіграла внічию вдома з «Крилами Совєтов» (1:1), знову програла на виїзді «Краснодару» (4:0) і знову зіграла внічию вдома з «Аланією» (0:0). Набравши за 4 матчі 2 очки «Анжи» поступилася другою сходинкою «Зеніту» і потрапила в ситуацію, при якій могла взагалі не потрапити в зону єврокубків. Футбольні експерти пов'язували спад команди з від'їздом центрального захисника Крістофера Самба, травмами провідних гравців (Вілліан, Єщенко), моральним станом гравців через тривалий сезон та часті перельоти, а також неправильною системою фізпідготовки. Набравши в останніх 7 іграх 10 очок, «Анжи» за тур до закінчення чемпіонату вперше у своїй історії завоював бронзові медалі Чемпіонату Росії. Перше місце в чемпіонаті завоювало «ЦСКА», а друге «Зеніт».Ці обидві команди в сезоні 2013/14 заслужили право зіграти в європейській Лізі чемпіонів. «Анжи» посівши третє місце, в наступному сезоні мав грати в Лізі Європи разом зі «Спартаком», «Рубіном» та «Кубанню».
Через шість днів після матчу 30 туру з краснодарською «Кубанню» «Анжи» належало зіграти в Грозному в фіналі Кубка Росії з футболу. На стадіоні «Ахмат-Арена» проти «Анжи» за Кубок боровся переможець чемпіонату Росії сезону 2012/13 — московський «ЦСКА». Матч почався для «Анжи» невдало — на 9 хвилині матчу Ахмед Муса забив гол у ворота Володимира Габулова. Після пропущеного гола ініціативою володіло «Анжи», але хороша гра капітана «ЦСКА» Ігоря Акінфєєва не дозволила махачкалинцям зрівняти рахунок у матчі. У другому таймі Гус Хіддінк замінив центрального захисника Жоао Карлоса на нападника Ласіна Траоре. На 74 хвилині матчу Лассана Діара ударом середньої дистанції зрівняв рахунок у матчі. На 87 хвилині після небезпечного удару в ногу Траоре з поля був вилучений півзахисник «ЦСКА» Понтус Вернблум. Основна та додаткова частина матчу закінчилися внічию і в серії післяматчевих пенальті більш точними виявилися футболісти ЦСКА. Гол Сейду Думбія приніс перемогу ЦСКА, який в сьомий раз став володарем Кубка Росії.

#### Сезон 2013/14
Після закінчення сезону 2012/13 перед керівництвом клубу постало завдання пошуку головного тренера замість Гуса Хіддінка, контракт з яким закінчувався влітку 2013 року. ЗМІ повідомляли, що на пост головного тренера Анжі претендували Вітор Перейра (екс-тренер «Порту»), Роберто Манчіні (екс-тренер "Манчестер Сіті»), Юпп Гайнкес (екс-тренер Баварії) і Дік Адвокат (екс-тренер ПСВ). 11 червня Анжи домовився з Хіддінком про продовження контракту ще на рік.
З тренерського штабу пішли Роберто Карлос, який став головним тренером турецького «Сівасспора», Андрій Гордєєв, а також Арно Філіпс та Чима Онюейке, які не змогли належним чином забезпечити функціональну підготовку у весняній стадії чемпіонату Росії сезону 2012/13. Замість них в клуб прийшли колишній співробітник «Манчестер Юнайтед» Рене Меленстен (колишній помічник Алекса Фергюсона), масажист-терапевт Денні Фліттер (Велика Британія, «Арсенал» Лондон), фізіотерапевт Домінік Роган (Велика Британія, «Евертон»), тренер з фізичній підготовці Едуардо Парра Гарсія (Іспанія, «Інтер», «Ліверпуль»), спеціаліст зі спортивної науки Уорд Дірікс (Бельгія, «Гент»), масажист-терапевт Вільям Сторі (Велика Британія, «Вест Хем») і тренер з фізпідготовки Брем Суіннінен (Бельгія, БК «Хімки»). Хасанбі Біджиєв, який трудився у клубі на посаді спортивного директора, разом із Рене Меленстеном організовують тренувальний процес.
Першим придбанням клубу в розпочатому трансферному вікні став півзахисник «Кубані» Олексій Іонов. 16 червня стало відомо, що «Анжи» не збирається продовжувати контракт із Еміром Спахичем, який був орендований у лютому 2013 року в іспанської «Севільї». Двоє гравців (Помазан і Сердеров) були віддані в оренду ФК «Урал». У середині червня «Анжи» поповнили ще двоє колишніх футболістів пітерського «Зеніту»: воротар Михайло Кержаков та півзахисник Ігор Денисов. Трансфер Денисова обійшовся «Анжи» в 15 млн євро з розстрочкою на 3 роки. Зарплата самого Денисова склала 5,5 млн євро, що на кілька тисяч євро більше зарплати нападника «Зеніта» Халка. Крайній захисник «Анжи» Каміль Агаларов перейшов у ФК «Ростов», а нападник Микита Бурмістров залишився в «Амкарі» на правах оренди. 28 червня ЗМІ повідомили про те, що 22-річний нападник московського «Динамо» Олександр Кокорін близький до того, щоб перейти в «Анжи». 2 липня було оголошено, що Крістофер Самба повертається в «Анжи». Колишній клуб, в якому грав Самба вилетів у другий за значимістю англійський дивізіон. Його одноклубник, Джибріль Сіссе, також приїхав виступати в чемпіонаті Росії, але за краснодарську «Кубань». 5 липня Анжи підтвердив перехід Кокоріна в команду Гуса Хіддінка. Сума трансферу склала 19 млн євро, а зарплата самого гравця сягала близько 4 млн євро на рік.
Перед початком сезону у лазареті команди залишалися Жирков, Єщенко та Логашов. Останній вже починав залучатися до тренувань із загальною групою, Жиркова чекали на полі вже у вересні, а Єщенко — ближче до січня.
21 червня о рамках підготовки до нового сезону команда вирушила на передсезонний збір до Австрії. 27 червня команда зіграла перший товариський матч з бакинським «Інтером» і перемогла з рахунком 1:0. Гол на свій рахунок записав Іонов. 29 липня клуб завершив збір у Леоганзі і переїхав в інше австрійське місто — Ірднінг, де до футболістів приєдналися «новачки» Денисов і Самба. 7 липня «Анжи» зіграв другий контрольний матч проти грецького «ПАОКа». Матч завершився нульовою нічиєю за ігрової переваги махачкалинців. 8 липня махачкалинці завершили навчально-тренувальний збір в Австрії і відправилися до Москви для підготовки до першого туру чемпіонату Росії проти московського «Локомотива», який відбудеться 14 липня на «Анжи—Арені».
Наприкінці червня стало відомо, що комісія УЄФА заборонила «Анжи» проводити домашні матчі Ліги Європи на території Дагестану і Північного Кавказу. Керівництво «Анжи» ухвалило рішення проводити домашні єврокубкові зустрічі в Раменському. Вболівальники клубу звернулися до фанатів європейських клубів з проханням підтримати протест проти рішення УЄФА заборонити проводити клубу домашні матчі єврокубків на території Дагестану.
У першому турі сезону 2013/14 «Анжи» зустрівся в рідних стінах з московським «Локомотивом». На останніх хвилинах зустрічі за рахунку 2:2 капітан команди Ето'о не зміг реалізувати пенальті. У матчі отримав травму Траоре, який забив гол і заробив пенальті.
Матч другого туру проти московського «Динамо» вийшов скандальним. Спочатку на 32-й хвилині зустрічі захисник «Динамо» Гранат двічі зіграв рукою в своїй штрафній, але суддя Карасьов не призначив пенальті. Через хвилину був видалений захисник махачкалинців Евертон за зрив перспективної атаки, а на останніх секундах був призначений пенальті за гру рукою Карсела-Гонсалеса. Обурений Хіддінк після призначення пенальті попрямував в сторону головного судді, відштовхнувши резервного арбітра Р. Чернова, який намагався стати йому на заводі, за що згодом отримав шестиматчеву дискваліфікацію.
Матч закінчився перемогою динамівців з рахунком 2:1.
Через три дні Хіддінк оголосив про відставку. Виконуючим обов'язки головного тренера був призначений його помічник Меленстен. 28 липня «Анжи» зіграв внічию з «Крильями Совєтов».
1 серпня махачкалинці зустрічалися на «Анжи-Арені» з ФК «Ростов». Ростовці здобули перемогу з мінімальним рахунком. Під час гри з «Ростовом» з'явилася інформація, що відсутній у заявці через травму півзахисник «Анжи» Ігор Денисов не знайшов спільну мову з легіонерами і близький до того, щоб покинути команду. Керівництво клубу відразу ж оголосило, що Денисов все ще діючий гравець «Анжи», а його відсутність пов'язана з травмою. Про конфлікт Денисова з одноклубниками поширювалася різна інформація. Одні джерела стверджували, що Денисов звинуватив легіонерів в тому, що вони прийшли в клуб заради грошей, а він — за титулами. Інші — Денисову не сподобалося, що в команді всім, в тому числі і замінами по ходу матчу, керує капітан команди — Ето'о. Була також інформація, що легіонери хотіли «зламати» на тренуванні півзахисника Оділа Ахмедова, а Денисов заступився за нього. Власник клубу став на бік легіонерів і вирішив розірвати контракт з півзахисником.
6 серпня 2013 року стало відомо, що «Анжи» чекають великі зміни. Власник клубу, незадоволений результатами своєї команди, вирішив скоротити фінансування і продати ряд лідерів. На наступний день голова ради директорів «Анжи», Костянтин Ремчуков, підтвердив інформацію про швидку реорганізацію махачкалинського клубу, призначення новим головним тренером Гаджі Гаджієва, а також озвучив новий річний бюджет.
«Головна новина полягає в тому, що відбудеться переформатування „Анжи“. Деякі гравці підуть, бюджет буде на рівні 50-70 мільйонів доларів на рік. Гаджі Гаджієв очолить клуб, буде розвиватися академія, буде реалізовуватися середньострокова стратегія розвитку та успіхів. Швидко не вдалося. Сулейман Керімов повністю володіє ситуацією, і рішення, ухвалене ним, буде озвучено в деталях в середу», — написав Ремчуков на своїй сторінці в Twitter.
В офіційній заяві керівництва махачкалинського «Анжи» було сказано, що ухвалене рішення про розробку нової довгострокової стратегії розвитку клубу. Керівництво визнало, що вжиті раніше кроки, спрямовані на швидке досягнення максимального спортивного результату, із залученням дорогих гравців не привели до успіху. Пріоритетним напрямком розвитку клубу була названа відкрита в кінці 2012 року футбольна академія «Анжи». Серед можливих причин скорочення фінансування називалися невдоволення низькими результатами команди, погіршення здоров'я Керімова; падіння вартості акцій Уралкалія, частка акцій якого належить Керімову та інше.
8 серпня 2013 року головним тренером махачкалінцев був призначений Гаджієв. Скориставшись паузою в чемпіонаті Росії, викликаною участю національної збірної у відбірковому матчі чемпіонату світу проти команди Північної Ірландії, тренер відправився з командою на короткий збір в Австрію.
14 серпня стало відомо, що «Анжи» і пермський «Амкар» досягли домовленості про повернення в клуб відданого раніше в оренду Бурмістрова, а півзахисник «Анжи» Олег Шатов продовжить кар'єру в «Зеніті». 15 серпня ЗМІ повідомили, що Жирков, Денисов і Кокорін підписали контракти з московським «Динамо», Буссуфа пройшов медобстеження в одній з московських клінік під наглядом лікарів «Локомотива», а з оренди буде повернений Сердеров.
17 серпня «Анжи» зустрівся з «Зенітом» якому програв з великим рахунком — 3:0. Голами відзначилися Роман Широков, Халк і Ансальді. У тому матчі в заявці махачкалинців з'явилося відразу кілька молодих гравців — Сулейманов, Удунян і Абдулавов. Останній навіть вийшов на поле, замінивши на 68-й хвилині Карселу-Гонсалеса.
20 серпня півзахисник Діарра став гравцем московського «Локомотива». Трансфер француза обійшовся «залізничникам» у 14,5 млн євро.
На наступний день московський «Спартак» оголосив про підписання контракту з Жуаном Карлосом.

#### Сезон 2014/2015. Футбольна національна ліга
У сезоні 2014/15 команду очолив екс-тренер донецького «Металурга» Сергій Ташуєв. Після закінчення сезону «Анжи» посів друге місце в турнірній таблиці, набравши 71 очко і тим самим оформив вихід в Прем'єр-лігу. Перед останнім матчем в дивізіоні з «Сахаліном» було оголошено про звільнення Ташуєва з поста головного тренера. Свій заключний матч команда зіграла під керівництвом тренера «Анжи-2» Руслана Агаларова.
За підсумками сезону нападаючий «Анжи» Яннік Болі став кращим бомбардиром дивізіону.

#### 2015—2019. Криза
З поверненням «Анжи» в Прем'єр-лігу команду очолив екс-тренер «Мордовії» Юрій Сьомін. У трансферне вікно клуб покинуло 13 гравців. Як вільні агенти були запрошені Олександр Жиров, Карлен Мкртчян, Батраз Хадарцев, Лоренцо Ебесіліо, Георгій Тигієв і Угу Алмейда. Також був придбаний Дарко Лазич із «Црвени Звезди» і Іван Маєвський з польської «Завіші»; з «Кубані» повернулися орендовані Андрій Єщенко та Євген Помазан. Після 10-ти стартових турів «Анжи» знаходився на 16-му місці в турнірній таблиці, набравши всього 6 очок. Після домашнього матчу з «Уфою», що закінчився з рахунком 1:1, Юрій Сьомін подав у відставку.
Новим тренером «Анжи» знову став тренер молодіжної команди Руслан Агаларов. Надалі команда показувала низьку якість гри, відносно успішно виступаючи тільки в кінцівках обох частин чемпіонату і постійно перебуваючи на дні турнірної таблиці (хоча і без істотного відставання від конкурентів). У підсумку «Анжи» завершив основну частину сезону на 13 місці зберігши місце в елітному дивізіоні завдяки стиковим матчам, де команда здобула перемогу в обох матчах 1:0, 2:0 над астраханським «Волгарем».
Влітку 2016 року головним тренером клубу став чеський фахівець Павел Врба. Клуб гідно провів початок чемпіонату (7-е місце і 12 очок (мінус 7 очок від лідера) після 8 турів, але до зимової перерви набрав всього 20 очок і займав 11-е місце. У цей момент в «Анжи» знову змінилася стратегія розвитку: бізнесмен Осман Кадиєв став новим власником команди, Врба був відправлений у відставку, його місце зайняв Олександр Григорян, а клуб оголосив, що готовий розлучитися з рядом провідних футболістів, в тому числі безкоштовно відпустити деяких гравців, які потрапили в команду на початку сезону. В результаті махачкалинці за підсумками сезону набрали 30 очок і посіли рятівне 12-е місце, уникнувши стикових матчів.
У сезоні 2017/18 «Анжи» зайняв 14 місце, яке дозволяло зберегти місце в еліті через стикові матчі на цей раз проти «Єнісею». Поступившись за сумою двох матчів 1:2 і 4:3, «Анжи» повинен був понизитися в класі, але через розформування «Амкара» (який переміг в стикових матчах «Тамбов») за рішенням РФС махачкалинці зберегли прописку в РПЛ ще на один рік.
Весь наступний сезон команда провела, борючись не лише з суперниками, а й із серйозними фінансовими проблемами, і, зайнявши 15-е місце в турнірній таблиці, покинула Прем'єр-лігу.
17 травня 2019 року відбулося засідання РФС, на якому «Анжи» було відмовлено в проходженні процедури ліцензування для участі в дивізіоні в сезоні 2019/20 в зв'язку з боргами, які перевищували 100 мільйонів рублів. 27 травня керівництво повідомило про подачу скарги в апеляційний комітет РФС, але за дві доби клуб відкликав свою апеляцію.
17 червня 2019 року стало відомо, що керівництво команди подало документи на ліцензування для участі в турнірі групи «Південь» ПФЛ сезону 2019/20. 26 червня клуб пройшов ліцензування. Кістяк команди склали місцеві гравці віком 20—21 рік.
Станом на 13 липня 2021 року в складі є лише 1 гравець, якому виповнилось більше 24 років — Шаміль Асільдаров. Йому виповнилося 38 років. Середній вік команди складає 21,4 роки. У складі команди немає жодного легіонера.

## Досягнення
Чемпіонат Росії
- Бронза (1): 2012/13

Кубок Росії
- Фіналіст (2): 2001, 2013

Перший дивізіон
- Чемпіон (2): 1999, 2009
- Срібло (1): 2015

Чемпіонат Дагестану
- Чемпіон (1): 1991

Кубок Дагестану
- Фіналіст (1): 1992

### Єврокубки
Ліга Європи
- 1/8 фіналу (2): 2012/2013, 2013/2014

## Відомі гравці
- Ігор Аксьонов
- Владислав Прудіус
- Мирослав Славов
- Роберто Карлос
- Самюель Ето'о
- Вілліан